# Priładożskij
Priładożskij (ros. Приладожский) – osiedle typu miejskiego w Rosji, w obwodzie leningradzkim. 

## Demografia
W 2010 roku liczyło 5757 mieszkańców. W 2021 roku liczyło 5560 mieszkańców.